# THE IDOLM@STER STELLA MASTER
『THE IDOLM@STER STELLA MASTER』（アイドルマスター ステラマスター）は2017年12月22日から日本コロムビアより発売されているCDシリーズ。

## 概要
PS4専用ゲーム『アイドルマスター ステラステージ』に関連したCDシリーズ。
01からENCOREのジャケットイラストはCDシリーズ「MASTER PRIMAL」「PLATINUM MASTER」と同じくまなが担当している。
CD初収録曲は太字で表記する。

## 00 ToP!!!!!!!!!!!!!
2017年12月22日発売。ゲーム『ステラステージ』のテーマ曲「ToP!!!!!!!!!!!!!」と、961プロのアイドルとして登場する詩花の「Blooming Star」の2曲フルバージョンを収録。
収録曲
1. ToP!!!!!!!!!!!!!（M@STER VERSION）
歌：765PRO ALLSTARS[メンバー 1]
作詞：yura、作曲：BNSI（佐藤貴文）、編曲：BNSI（トリ音、佐藤貴文）
2. Blooming Star（M@STER VERSION）
歌：詩花（高橋李依）
作詞：霜月はるか、作曲・編曲：BNSI（椎名豪）
3. ToP!!!!!!!!!!!!!（M@STER VERSION） オリジナル・カラオケ
4. Blooming Star（M@STER VERSION） オリジナル・カラオケ

## 01 Vertex Meister
2018年2月7日発売。DLC楽曲「Vertex Meister」のフルバージョンと、カップリング曲としてCD用新曲「inferno SQUARING」を収録（CDシリーズ「THE IDOLM@STER MASTER LIVE」に収録されている「inferno」と作詞・作曲・歌い手は同じであるが完全新曲）。
収録曲
1. Vertex Meister（M@STER VERSION）
歌：如月千早（今井麻美）、秋月律子（若林直美）、菊地真（平田宏美）、四条貴音（原由実）、我那覇響（沼倉愛美）
作詞・作曲・編曲：BNSI（LindaAI-CUE）
2. Vertex Meister オリジナル・ドラマ
出演：如月千早、秋月律子、菊地真、四条貴音、我那覇響
3. オリジナル・ドラマ おまけトーク その1
出演：詩花（高橋李依）
4. オリジナル・ドラマ おまけトーク その2
出演：如月千早、秋月律子、菊地真、四条貴音、我那覇響
5. Vertex Meister（M@STER VERSION） オリジナル・カラオケ
6. inferno SQUARING
歌：如月千早（今井麻美）、萩原雪歩（浅倉杏美）
作詞：yura Dark、作曲：藤末樹、編曲：片山将太、藤末樹
7. inferno SQUARING　オリジナル・カラオケ

## 02 星彩ステッパー
2018年3月14日発売。DLC楽曲「星彩ステッパー」のフルバージョンと、カップリング曲としてCD用新曲「恋するTwist＆Shout」を収録。
収録曲
1. 星彩ステッパー（M@STER VERSION）
歌：水瀬伊織（釘宮理恵）、双海亜美 / 真美（下田麻美）、星井美希（長谷川明子）
作詞：BNSI（重田佑介）、作曲・編曲：BNSI（北谷光浩）
2. 星彩ステッパー オリジナル・ドラマ
出演：水瀬伊織、双海亜美 / 真美、星井美希
3. オリジナル・ドラマ おまけトーク その1
出演：詩花（高橋李依）
4. オリジナル・ドラマ おまけトーク その2
出演：水瀬伊織、双海亜美 / 真美、星井美希
5. 星彩ステッパー（M@STER VERSION） オリジナル・カラオケ
6. 恋するTwist＆Shout
歌：高槻やよい（仁後真耶子）、秋月律子（若林直美）
作詞・作曲・編曲：宮崎誠
7. 恋するTwist＆Shout オリジナル・カラオケ

## 03 そしてぼくらは旅にでる
2018年4月18日発売。DLC楽曲「そしてぼくらは旅にでる」のフルバージョンと、カップリング曲としてCD用新曲「咲きませ!!乙女塾」を収録。ニコニコ生放送にて放送された「MR ST@GE!! 新イベント発表ニコ生」で、ジャケットと楽曲等が発表された。
収録曲
1. そしてぼくらは旅にでる（M@STER VERSION）
歌：天海春香（中村繪里子）、萩原雪歩（浅倉杏美）、高槻やよい（仁後真耶子）、三浦あずさ（たかはし智秋）
作詞：BNSI（MCTC）、作曲・編曲：BNSI（Taku Inoue）
2. そしてぼくらは旅にでる オリジナル・ドラマ
出演：天海春香、萩原雪歩、高槻やよい、三浦あずさ
3. オリジナル・ドラマ おまけトーク その1
出演：詩花（高橋李依）
4. オリジナル・ドラマ おまけトーク その2
出演：天海春香、萩原雪歩、高槻やよい、三浦あずさ
5. そしてぼくらは旅にでる（M@STER VERSION） オリジナル・カラオケ
6. 咲きませ!!乙女塾
歌：天海春香（中村繪里子）、菊地真（平田宏美）、双海真美（下田麻美）
作詞：fumi、作曲・編曲：渡部チェル
7. 咲きませ!!乙女塾 オリジナル・カラオケ

## ENCORE shy→shining
2018年6月13日発売。ゲーム『ステラステージ』のエンディング曲「shy→shining」と、詩花による961プロダクション楽曲「オーバーマスター」「アクセルレーション」の3曲フルバージョンを収録。なお「shy→shining」は各アイドルのソロ・リミックスが収録されており、シングルCDではあるが約70分を超える収録分数となっている。
収録曲
1. shy→shining（M@STER VERSION）
歌：765PRO ALLSTARS[メンバー 1]
作詞：朝日祭、作曲：BNSI（Yoshi）、編曲：滝澤俊輔（TRYTONELABO）
2. オーバーマスター（M@STER VERSION）
歌：詩花（高橋李依）
作詞：BNEI（mft）、作曲：BNEI（中川浩二）、編曲：BNEI（中川浩二、増渕裕二）
3. アクセルレーション（M@STER VERSION）
歌：詩花（高橋李依）
作詞：Selena Higa、作曲：BNEI（Toaki Usami）、編曲：tatsuo・Hideaki Ikawa
4. shy→shining（M@STER VERSION） オリジナル・カラオケ
5. shy→shining（M@STER VERSION） 春香ソロ・リミックス
歌：天海春香
6. shy→shining（M@STER VERSION） 千早ソロ・リミックス
歌：如月千早
7. shy→shining（M@STER VERSION） 雪歩ソロ・リミックス
歌：萩原雪歩
8. shy→shining（M@STER VERSION） やよいソロ・リミックス
歌：高槻やよい
9. shy→shining（M@STER VERSION） 律子ソロ・リミックス
歌：秋月律子
10. shy→shining（M@STER VERSION） あずさソロ・リミックス
歌：三浦あずさ
11. shy→shining（M@STER VERSION） 伊織ソロ・リミックス
歌：水瀬伊織
12. shy→shining（M@STER VERSION） 真ソロ・リミックス
歌：菊地真
13. shy→shining（M@STER VERSION） 亜美ソロ・リミックス
歌：双海亜美
14. shy→shining（M@STER VERSION） 真美ソロ・リミックス
歌：双海真美
15. shy→shining（M@STER VERSION） 美希ソロ・リミックス
歌：星井美希
16. shy→shining（M@STER VERSION） 貴音ソロ・リミックス
歌：四条貴音
17. shy→shining（M@STER VERSION） 響ソロ・リミックス
歌：我那覇響